# عمرو بن قسيط
أبو علي عمرو بن قسيط بن جرير السلمي، الرقي مولى بني سليم. من رواة الحديث الثقات، قال أبو حاتم: «...خرج إلى أرمينية، فلما قدم كان قد توفي عبد الله بن جعفر الرقي، فبعث إلى أهل بيت عندهم فأخذ منهم كتب عبيد الله بن عمرو». توفي سنة ثلاث وثلاثين ومائتين. 

## روايته للحديث النبوي
- روى عن: عبيد الله بن عمرو الرقي ، وعمر بن أيوب الموصلي، والوليد بن مسلم، ويعلى بن الأشدق العقيلي، وأبي المليح الرقي.
- روى عنه: أبو داود، وأبو بكر أحمد بن إسحاق بن يزيد الخشاب، وأبو سلمة أحمد بن عبد الرحمن بن يونس الفقيه الرقيان، وأبو بكر إسماعيل بن الفضل بن موسى البلخي، وأبو علي الحسين بن محمد بن حزم الجلاب الرقي، وأبو زرعة عبيد الله بن عبد الكريم الرازي، وعثمان بن خرزاد الأنطاكي، وعمر بن شبة النميري البصري، ومحمد بن جعفر بن سفيان الرقي، وموسى بن عيسى بن بحر.